# Alfie Mafi
Pour les articles homonymes, voir Mafi.
Pas d'image ? Cliquez ici

a Compétitions nationales et continentales officielles uniquement.

b Matchs officiels uniquement.
Dernière mise à jour le 5 août 2021.
Alifeleti Mafi dit Alfie Mafi, né le 8 juin 1988 à Tongatapu aux Tonga, est un joueur australien d'origine tongienne de rugby à XV qui joue aux postes d'ailier, d'arrière ou de centre.
Il est le frère cadet de Winston Churchill Mafi (en), ancien joueur professionnel de rugby à XV.

## Biographie
Né aux Tonga, mais formé en Australie, Alfie Mafi commence sa carrière professionnelle lorsqu'il est retenu dans l'effectif de la franchise des Waratahs pour la saison 2007 de Super 14. Il ne joue aucune rencontre lors de cette saison, mais dispute l'unique édition de l'Australian Rugby Championship avec l'équipe de Sydney Fleet.
Toujours en 2007, il dispute le championnat du monde junior avec l'équipe d'Australie des moins de 19 ans, évoluant aux côtés de joueurs comme Rob Simmons, Pat McCabe ou Peter Betham. Il joue également avec la sélection australienne de rugby à sept cette même année,.
En 2008, toujours sous contrat avec les Waratahs, il fait ses débuts en Super 14, et dispute neufs matchs avec la franchise de Sydney.
Plus tard la même année, il fait partie de l'effectif de l'équipe d'Australie des moins de 20 ans, mais doit par la suite déclarer forfait à cause d'une blessure.
En 2009, il décide de rejoindre les Brumbies, avec qui il joue pendant deux saisons. Peu utilisé, il ne joue que six matchs lors de son passage avec cette franchise.
Cherchant à se relancer, il rejoint la Western Force pour la saison 2011 de Super Rugby. Après une première année d'adaptation, il s'impose en 2012 comme un joueur important de son équipe.
En 2013, alors que par ses bonnes performances en Super Rugby il est pressenti pour intégrer l'effectif des Wallabies lors de la Tournée des Lions 2013, il est libéré de son contrat par la Western Force le 5 mai 2013 pour « un certain nombre de violations des normes de l'équipe et fautes disciplinaires »,.
Libre de tout contrat, il doit initialement rejoindre le championnat japonais, mais décide de finalement de s'engager pour le CA Brive en Top 14 pour un contrat d'une saison, plus une autre en option,. Lors de ses premières années avec le club corrézien, il joue régulièrement, en profitant notamment de sa polyvalence,. Il connaît toutefois une saison blanche de 2016-2017 à cause d'une blessure à l'épaule, avant que la saison suivante ne soit elle aussi perturbée par les blessures.
Non-conservé par Brive en juin 2018, il s'engage pour deux ans avec le SC Albi en Fédérale 1, où il est entraîné par son ancien coéquipier au CAB Arnaud Méla. Après deux saisons dans ce championnat, il dispute avec Albi la nouvelle troisième division professionnelle nommée Nationale en 2020-2021. Il quitte le club albigeois en juin 2021,.

## Palmarès
Néant